# Eurois paradoxa
Eurois paradoxa là một loài bướm đêm trong họ Noctuidae.